# Royal Excelsior Virton

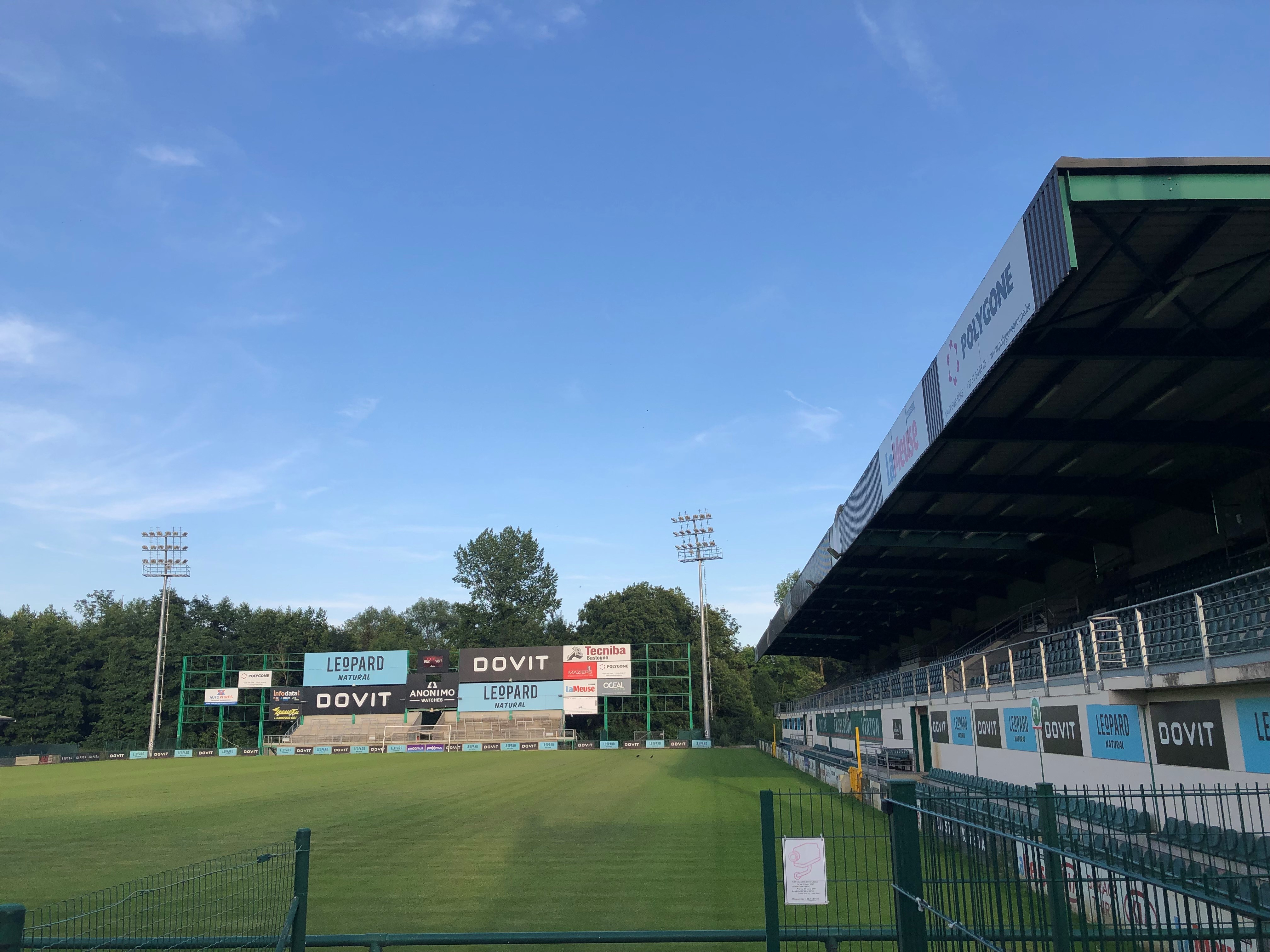
Estádio Yvan Georges

Royal Excelsior Virton é um clube de futebol belga, da cidade de Virton, na província de Luxemburgo . O clube participará da Divisão Nacional Belga 1 de 2023–24, após o rebaixamento da Challenger Pro League em 2022–23.

## Historia
Originalmente, o clube é uma extensão do Football Club Saint-Laurent Virton.fundado por volta de 1913-1914, então rival do Union Sportive Virtonaise, fundado por volta de 1913-1914. O Union Sportive Virtonaise vestiu uma camisa azul e branca enquanto o Union Saint-Laurent vestiu uma camisa listrada verde e branca, o Excelsior optou pela camisa verde com faces brancas, shorts brancos e meias pretas com bordas verdes e brancas. Mais tarde, surgiram as meias coloridas, primeiro verdes e depois vermelhas por vários anos. A guerra de 1914/1918 pôs fim à organização dos jogos, mas não abrandou o ardor destes primeiros futebolistas. Após a guerra de 1914-1918, o FC St-Laurent se tornaria o Excelsior FC Virton, enquanto o Union Sportive, por sua vez, foi campeão provincial e conquistou a Copa do Luxemburgo.
Fundado em 14 de abril de 1922, o Excelsior não era oficialmente filiado à União Belga de Futebol como um clube estreante até25 de agosto de 1922. É admitido como clube efetivo em 23 de junho de 1923. Um ano depois, o Excelsior conquistou seu primeiro troféu, a Copa das Ardenas .
Em 29 de junho de 2023, o jogador N'Golo Kanté, comprou o clube .

## Esquadrão atual
- Atualizado até 6 February 2023.[4]

| No. | Pos. | Nation | Player                               |
| --- | ---- | ------ | ------------------------------------ |
| 1   | GK   | ARG    | Geronimo De Ridder                   |
| 2   | DF   | BEL    | Jonas Vinck                          |
| 3   | DF   | FRA    | Pierre Bourdin                       |
| 4   | DF   | BEL    | Elias Spago (on loan from Seraing)   |
| 5   | DF   | BEL    | Kino Delorge                         |
| 6   | MF   | BEL    | Kéres Masangu                        |
| 8   | DF   | CIV    | Marc-Olivier Doué                    |
| 9   | FW   | CGO    | Yann Mabella                         |
| 10  | FW   | COD    | Hervé Kage                           |
| 11  | DF   | BEL    | Thibaut Lesquoy                      |
| 12  | GK   | FRA    | Thomas Vincensini                    |
| 15  | MF   | BEL    | Maxime Guillaume                     |
| 17  | MF   | FRA    | Karim Ilunga                         |
| 18  | MF   | BEL    | Simon Paulet (on loan from Westerlo) |
| 19  | FW   | BEL    | Ilombe Mboyo                         |

| No. | Pos. | Nation | Player                                      |
| --- | ---- | ------ | ------------------------------------------- |
| 20  | MF   | FRA    | Samed Kilic                                 |
| 21  | MF   | FRA    | Vincent Koziello (on loan from Oostende)    |
| 22  | FW   | MTN    | Souleymane Anne                             |
| 23  | DF   | BEL    | Matias Lloci                                |
| 24  | MF   | FRA    | Michel Espinosa                             |
| 25  | FW   | BEN    | Yannick Aguemon                             |
| 26  | DF   | FRA    | Emeric Dudouit                              |
| 28  | DF   | FRA    | Ruben Droehnlé                              |
| 29  | DF   | TUN    | Rayanne Khemais                             |
| 30  | MF   | TUN    | Mohamed Gouaida                             |
| 32  | DF   | BEL    | Arne Cassaert (on loan from Cercle Brugge)  |
| 40  | FW   | BEL    | Alessandro Albanese (on loan from Oostende) |
| 44  | DF   | FRA    | William Rémy                                |
| 45  | GK   | BEL    | Anthony Sadin                               |
| 48  | MF   | BEL    | Mohamed Loua                                |
| —   | MF   | MLI    | Yacouba Sylla                               |

| Posição                                      | Nome                            |
| -------------------------------------------- | ------------------------------- |
| Presidente                                   | N'Golo Kanté                    |
| diretor executivo                            | Alex Hayes                      |
| diretor esportivo                            | Tom Van den Abbeele             |
| Gerente                                      | Christian Bracconi              |
| Assistente de gerente                        | Nicolas Gennarielli             |
| treinador de goleiros                        | Jérémy Dumesnil Clément Lommers |
| preparador físico                            | Arnaud Scalco                   |
| Analista de vídeo                            | Grégory Verheyden               |
| médico do clube                              | Florian Foulon                  |
| Fisioterapeuta                               | Marc-Antoine Palma Samuel Bodet |
| Líder de equipe                              | Thiebaud Delmelle               |
| Delegar                                      | Jorge André                     |
| Gerente de equipamentos e logística de jogos | Arnaud Gratia                   |